# 战争罪

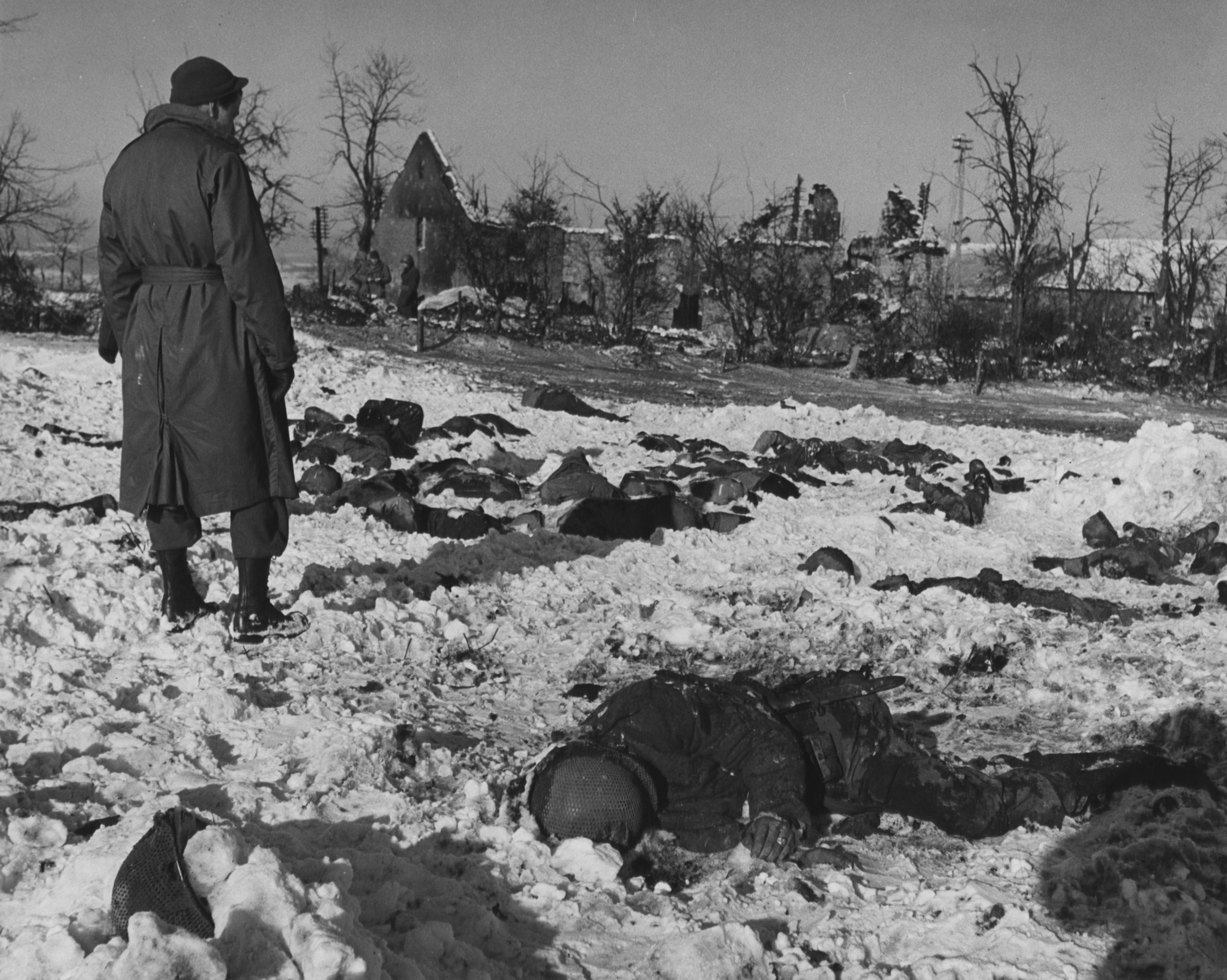
一名美國士兵觀察馬爾梅迪大屠殺（1944 年 12 月 17 日）的受害者，84 名美國戰俘在比利時被武裝黨衛軍殺害。

戰爭罪是違反戰爭法的行為，導致個人對行為承擔刑事責任，例如故意殺害平民、故意殺害戰俘、酷刑、劫持人質、不必要地破壞平民財產、背信棄義、欺騙、戰時性暴力、掠奪、徵募兒童入伍、進行種族滅絕或種族清洗、投降後予處分，以及無視相稱性和軍事必要性的法律區別。
戰爭罪的正式概念源於適用於主權國家之間戰爭的習慣國際法的編纂，例如美國內戰中聯邦軍隊的《利伯法典》（1863年）和1899年和1907年的海牙公約戰爭。二戰結束後，對軸心國領導人的戰爭罪審判確立了紐倫堡的法律原則，例如國際刑法定義了什麼是戰爭罪。 1949 年，《日內瓦公約》在法律上定義了新的戰爭罪，並規定各國可以對戰犯行使普遍管轄權。1977年的《第二附加議定書》延伸保護定義至各種非國際性武裝衝突行為規範，並在其後歷次國際法院與特別法庭審判案例中具體推斷適用於內戰的其他戰爭罪類別。

## 定义
戰爭罪是嚴重違反有關國際人道法的習慣法和條約法規則的行為，這些行為已被認為為個人應承擔責任的刑事犯罪。戰爭罪的通俗定義包括違反既定的戰爭法保護，但也包括不遵守程序規範和戰鬥規則，例如攻擊那些展示和平旗幟的人，或使用同一面旗幟作為詭計對敵軍發動攻擊。許多化學軍備控制協議和《生物武器公約》禁止在戰爭中使用化學和生物武器。穿著敵方制服或便服潜入敌阵進行間諜或破壞活動是合法的战斗诡计，但在開戰前須脫下並依《海牙第四公約》與《日內瓦公約第一議定書》規定穿著已方制服；而偽裝為平民來參與戰鬥或暗殺行動也是非法的背信棄義行為。攻擊空運部隊和正在使用降落傘空降的敵軍不構成戰爭罪，但是，《日內瓦公約第一議定書》第42條明確禁止攻擊從遇難飛機跳傘降落中的任何人；遇難迫降的傘兵應給予投降機會。1907年《海牙第四公約》第2章第30條亦明確禁止交戰方未經事先審判就懲罰敵方間諜。

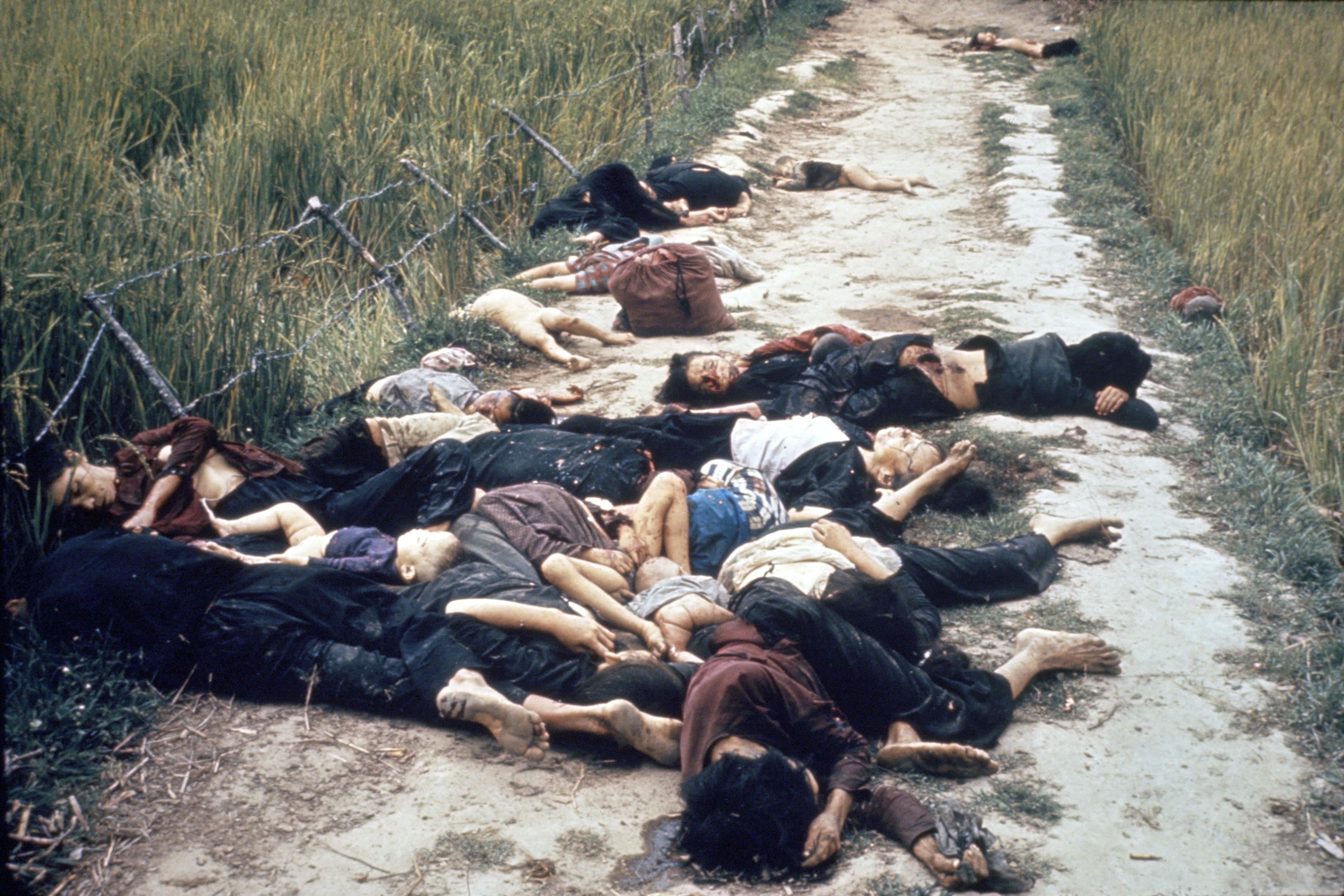
在美萊大屠殺中被美國士兵殺害的數百名越南村民的屍體

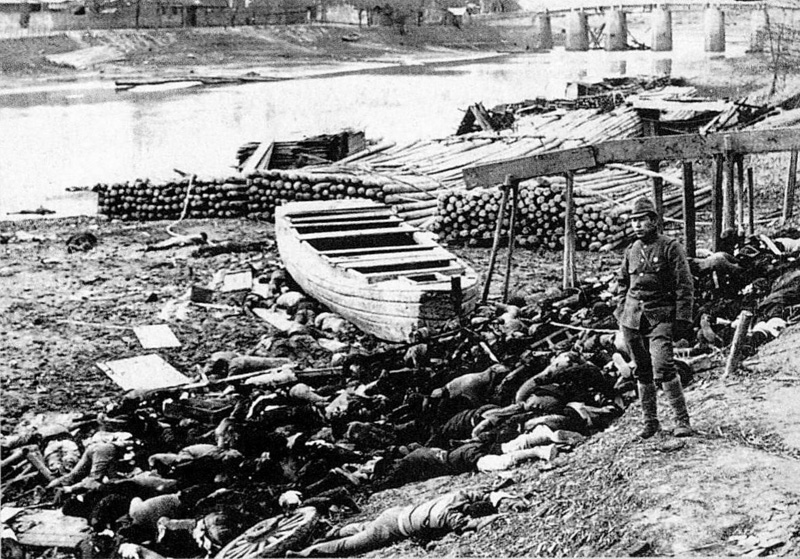
南京大屠殺。秦淮河岸边大屠杀遇难者的尸体，旁边站着一名日本士兵

戰爭的規則(武裝衝突法)，允許交戰方參與戰鬥。當對敵人造成過度傷害或不必要的痛苦時，就會觸犯戰爭罪。戰爭罪還包括虐待戰俘或平民等行為。戰爭罪有時是大規模謀殺和種族滅絕事件的一部分，儘管這些罪行在被稱為危害國際人道法(人類罪)中得到廣義的解釋。 2008 年，聯合國安理會通過了第 1820 號決議，其中指出“強姦和其他形式的性暴力可構成戰爭罪、危害人類罪或種族滅絕罪”；另見戰爭強姦。 2016年，國際刑事法院首次判定某人犯有性暴力罪；具體來說，他們在對剛果副總統讓-皮埃爾·本巴·貢博的戰爭罪定罪中增加了強姦罪。被德國人殺害的蘇聯戰俘萬人坑。大約 330 萬蘇聯戰俘在納粹拘留期間死亡。

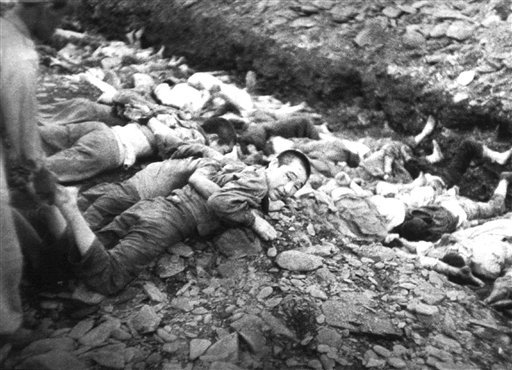
1950年朝鮮戰爭期間的保導聯盟事件

戰爭罪還包括蓄意襲擊中立國公民和財產，例如日本襲擊珍珠港。由於珍珠港襲擊發生在美國和日本處於和平狀態且沒有正當自衛理由的情況下，東京審判宣布這次襲擊超出了軍事必要性的正當性，因此構成了戰爭罪。
戰爭罪在國際人道法中具有重要意義，因為在該領域召開了諸如紐倫堡審判和東京審判等國際法庭。最近的例子是前南斯拉夫問題國際刑事法庭和盧旺達問題國際刑事法庭，它們是由聯合國安理會根據《聯合國憲章》第八章設立的。根據紐倫堡原則，戰爭罪不同於危害和平罪。危害和平罪包括計劃、準備、發起或發動侵略戰爭，或違反國際條約、協議或保證的戰爭。由於“戰爭”狀態的定義可能存在爭議，“戰爭罪”一詞本身在不同的國際法和軍法體系下出現了不同的用法。它在某些人可能認為的“戰爭”狀態之外有一定程度的應用，但在衝突持續到足以構成社會不穩定的領域。
戰爭的合法性有時被指責為偏袒勝利者（“胜者正义”），因為一些爭議並未被裁定為戰爭罪。一些例子包括二戰期間盟軍對軸心國城市的破壞，例如德累斯頓的燃燒彈、對東京的空襲東京（歷史上最具破壞性的一次轟炸襲擊），以及對廣島和長崎的原子彈轟炸。關於二戰期間的戰略轟炸，沒有專門保護平民免受飛機襲擊的國際條約或文書，因此對平民的空襲並不是正式的戰爭罪。在紐倫堡和東京的審判中，盟軍從未起訴德國人，包括德國空軍總司令赫爾曼·戈林，因為他們在閃電戰期間對華沙、鹿特丹和英國城市進行轟炸，以及用V-1飛彈和V-2火箭對盟軍城市進行不分青紅皂白的襲擊。 也不是日本人對擁擠的中國城市進行空襲。儘管沒有專門針對空戰的條約，但日內瓦公約第 51 條第 1 號議定書明確禁止轟炸城市。無論採取何種方式，嚴格禁止對平民密集處的轟炸屠殺 （見國際法）。
當盟軍重新指定德國戰俘（受 1929 年《日內瓦戰俘公約》保護）為解除武裝的敵軍（據稱不受 1929年《日內瓦戰俘公約》保護）時，引發了爭議，其中許多戰俘隨後被用於強制清除雷區等勞動。 到 1945 年 12 月，也就是戰爭結束六個月後，法國當局估計每月仍有 2,000 名德國戰俘在掃雷事故中喪生或致殘。 1949 年《日內瓦第三公約》的措辭有意改變了 1929 年公約的措辭，以便在敵人投降或大規模投降後“落入政權”的士兵以及在戰鬥過程中被俘的士兵現在受到保護。

### 聯合國的定義
聯合國給出以下定義：
1. 故意謀殺無辜者；
2. 酷刑或不人道的待遇，包括生物實驗；

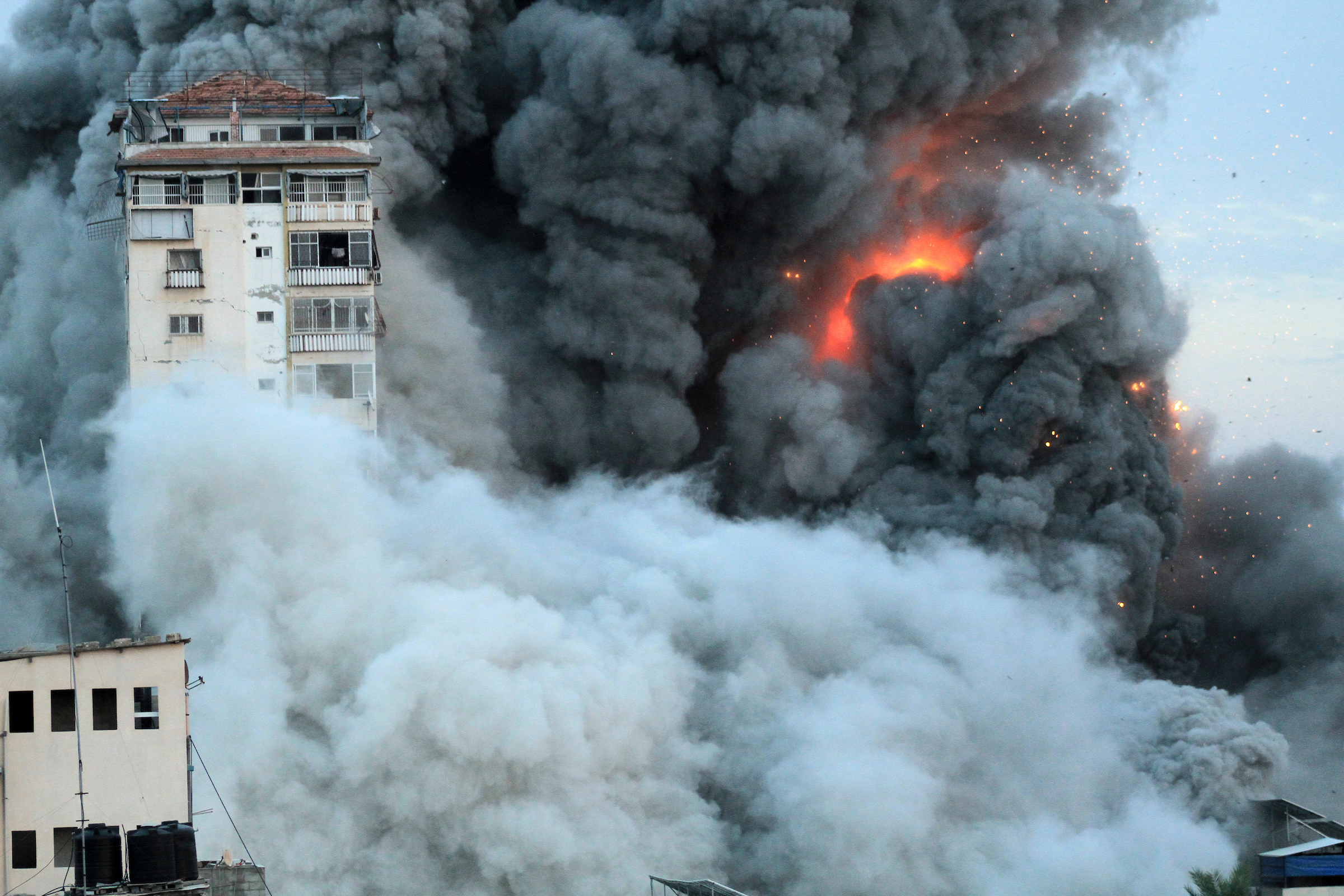
以色列軍隊轟炸加沙地帶。不分青紅皂白的攻擊行為、使用濫殺濫傷的手段達成軍事目標被視為戰爭罪行

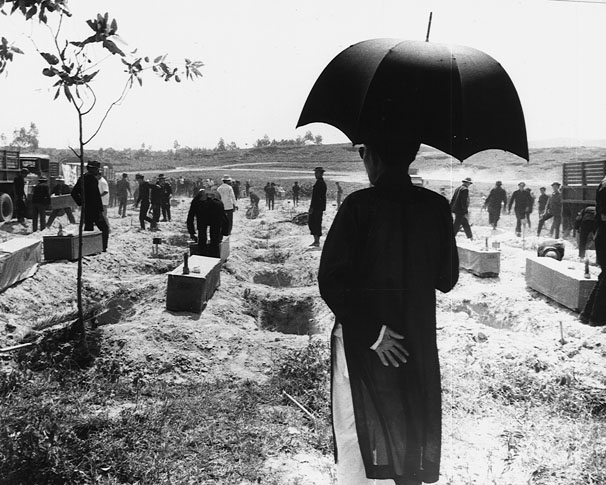
戊申順化屠殺。在戰爭中故意殺害平民或者無辜者，被視為戰爭罪行

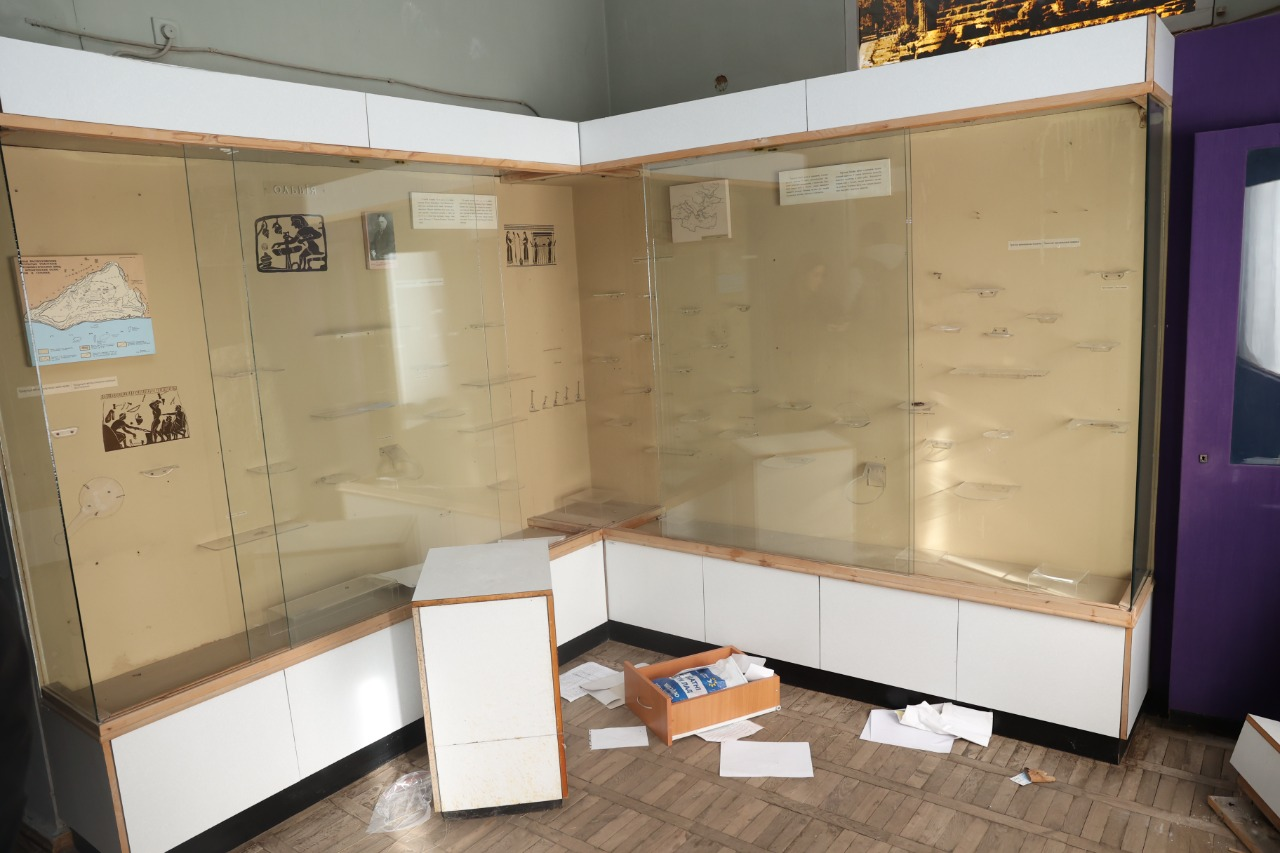
赫爾松地方歷史博物館遭到俄羅斯軍隊劫掠。戰爭中非必要的搶劫被視為戰爭罪行

3. 故意造成巨大痛苦，或者對身體、健康造成嚴重傷害的；
4. 強迫戰俘或其他受保護人在敵對勢力中服役；
5. 被 16 歲以下的兒童用於武裝部隊或團體或利用他們積極參與敵對行動；
6. 故意指揮攻擊平民，不直接參與敵對行動；
7. 不以軍事必要為理由，非法和肆意進行的大規模破壞和侵占財產；
8. 除非衝突的必要性要求，否則破壞或奪取對手的財產；
9. 使用毒藥或有毒武器；
10. 故意直接攻擊用於宗教、教育、藝術、科學或慈善目的的建築物、歷史古蹟、醫院，只要它不用作軍事基礎設施；
11. 故意剝奪戰俘或其他受保護人接受公正和正常審判的權利；
12. 攻擊或轟炸未設防且非軍事基礎設施的城鎮、村莊、住宅或建築物；
13. 非法驅逐、轉移或非法拘禁；
14. 劫持人質。
15. 明知這樣的攻擊會導致平民喪生或傷亡，或對民用物體造成損害，或對自然環境造成廣泛、長期和嚴重的損害，而蓄意攻擊，與具體和直接相比，過度破壞。

觸犯以上戰爭罪行情節重大的國家元首、政府官員、組織領袖或指揮官可由國際刑事法院自動取得管轄權，且無法定追訴時效期限；餘犯交由國內法院偵訊法辦時，亦仍依國際法有關約文處理，不受所在或所屬國之國內法規程序和內容拘束。在法務實踐上則有昔日納粹官兵、集中營守衛或會計等相關業務行政人員，在數十年後仍被捕並以高齡受審判刑者。

## 历史

### 早期案例
1474年，彼得·冯·哈根巴赫受到神圣罗马帝国特别法庭的审判，这是第一次“国际”战争罪审判，也是第一次对指挥责任的审判。他被定罪并砍头，因为“作为一名骑士，他应有责任防止”惨剧发生，但他認為自己是在“听从命令”。

### 海牙公约

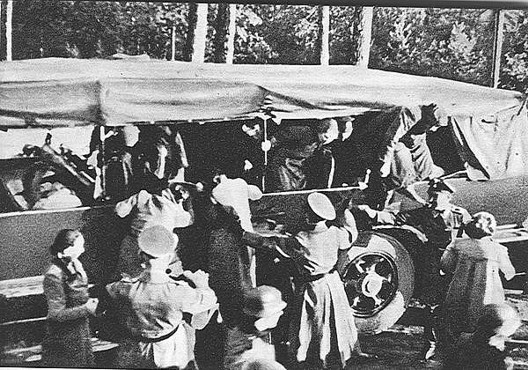
1940 年，納粹秘密警察的波蘭地下組織在華沙附近的帕爾米里圍捕波蘭知識分子進行大規模處決（AB-Aktion）

《海牙公约》是分别于1899年和1907年在荷兰海牙的第一次和第二次和平会议上达成的国际条约。加上1864年和1909年日内瓦第一和第二公约，这些条约是现世国际法诞生初期的第一批正式阐述战争法和战争罪的条约。

### 日内瓦公约
《日内瓦公约》是1864年至1949年所通过的4部相关条约的总称，在作战行为方面代表了国际法的法律基础。2006年，《日内瓦公约》获得全球所有国家的通过，但一些签署国常常违反《日内瓦公约》的规定，或利用法律规定的模棱两可之处，或通过政治斡旋来规避法律程序和原则。

所有公约都于1949年得到了修订和扩展。
- 日内瓦第一公约：改善战地武装部队伤者病者境遇 （最初通过是在1864年，最后修订在1949年）
- 日内瓦第二公约：改善海上武装部队伤者病者及遇船难者境遇 （最初通过是在1906年）
- 日内瓦第三公约：战俘待遇 （最初通过是在1929年，最后修订在1949年）
- 日内瓦第四公约：战时保护平民（最初通过是在1949年，以1907年《海牙第四公约》的部分内容为基础）

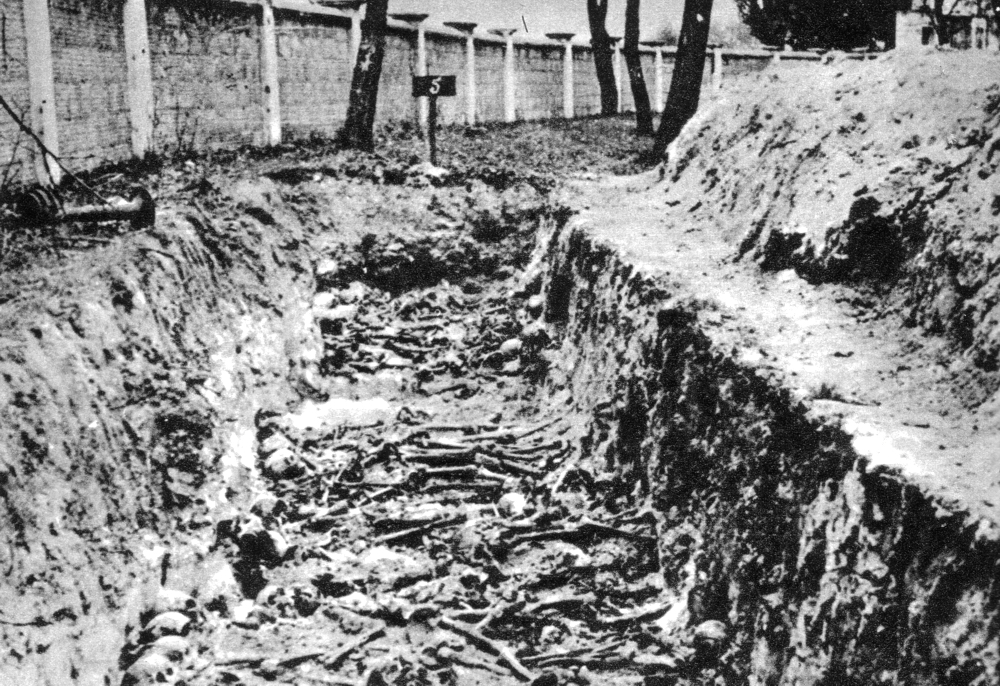
被德國人殺害的蘇聯戰俘萬人坑。 大約 330 萬蘇聯戰俘在納粹拘留期間死亡。

### 莱比锡战争罪审判（英语：Leipzig War Crimes Trials）
德意志帝國最高法院于1921年对数名第一次世界大战中的德国军官进行了战争罪的审判。

### 纽伦堡法庭宪章／1945年纽伦堡审判
以1945年8月8日《纽伦堡法庭宪章》中的定义为基础，战争罪的现代理念在纽伦堡审判中得到了进一步发展（参见纽伦堡原则）。除了战争罪，《纽伦堡法庭宪章》还定义了反和平罪和危害人类罪，这两种罪行也常常发生在战争期间并与战争罪同时出现。

### 1946年远东国际军事法庭
1946年5月3日，远东国际军事法庭（又称为东京审判）开庭审判日本帝国領導人在第二次世界大战期间所犯下的三种罪行：A级（反和平罪），B级（战争罪）和C级（危害人类罪）罪行。

### 2002年国际刑事法院
2002年7月1日，根据条约设立于海牙的国际刑事法院创立，用于起诉该日期及之后犯下的战争罪。包括美国、中国、俄罗斯和以色列在内的多个国家都对国际刑事法院进行了批评。但美国仍担任该法院的观察员。《罗马规约》第12条规定：如果非缔约国公民因在缔约国领土上犯下的罪行而被起诉，法院对他们也具有管辖权。
但法院仅对“作为一项计划或政策的一部分所实施的行为，或作为在大规模实施这些犯罪中所实施的行为”具有管辖权。

### 2003年紅色高棉戰爭罪法庭
聯合國與柬埔寨王國政府在2003年6月簽署協議決定成立柬埔寨法院特別法庭，對被指在1970年代後期在柬埔寨犯下了種族滅絕罪、戰爭罪及危害人類罪等罪行的前紅色高棉高級領導人進行審判。

### 红十字国际委员会
红十字国际委员会一直致力于推动国际人道法发展，鼓励和支持各国际法庭的建立用以惩治战争罪。该组织尽一切努力督促各国和冲突各方遵守相关国际条例，遵守《日内瓦公约》规定，并参与了“设立常设国际刑事法院的谈判工作”。

## 知名被告

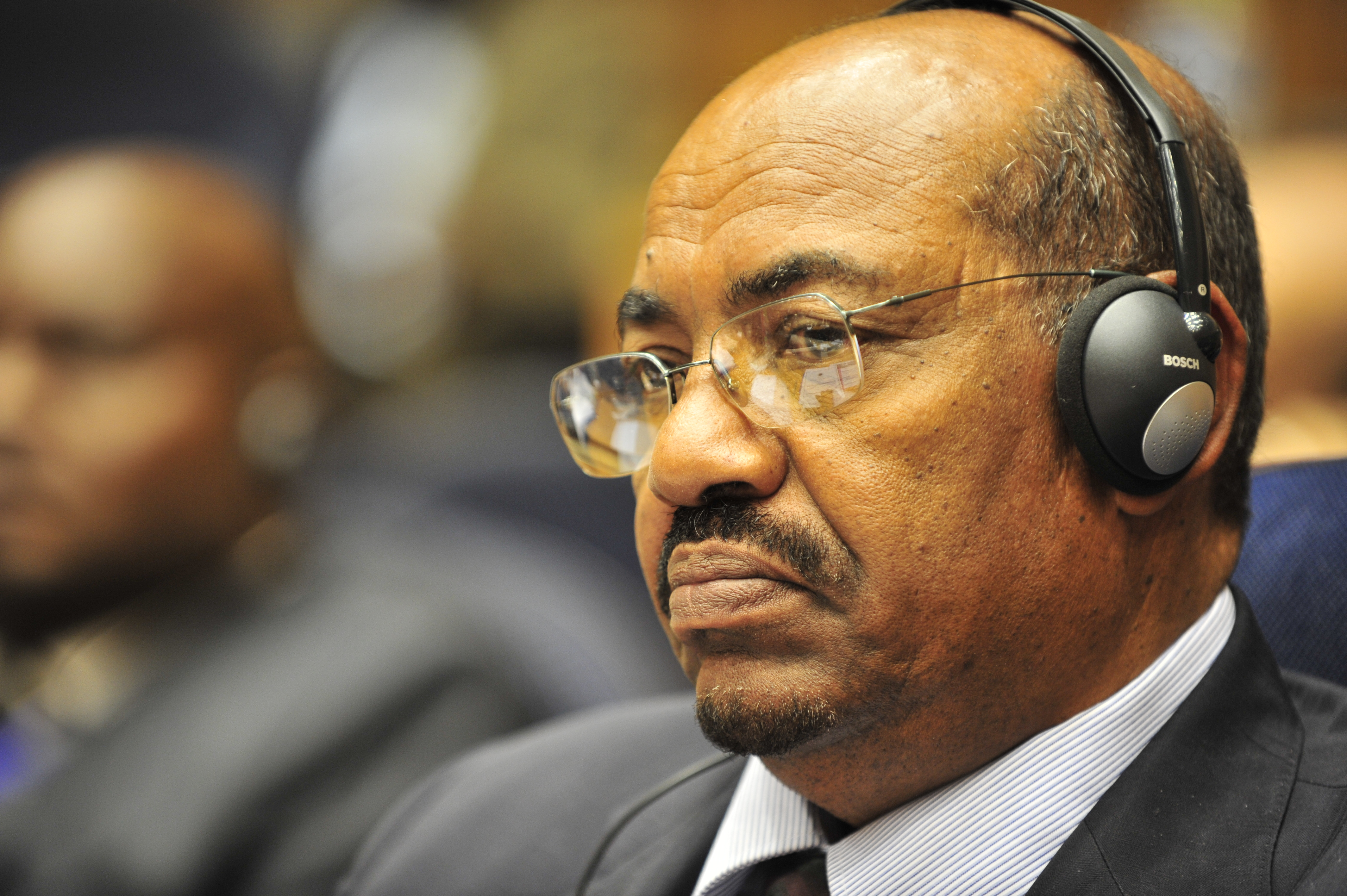
蘇丹總統奧馬爾·巴希爾因戰爭罪和反人類罪被國際刑事法院通緝

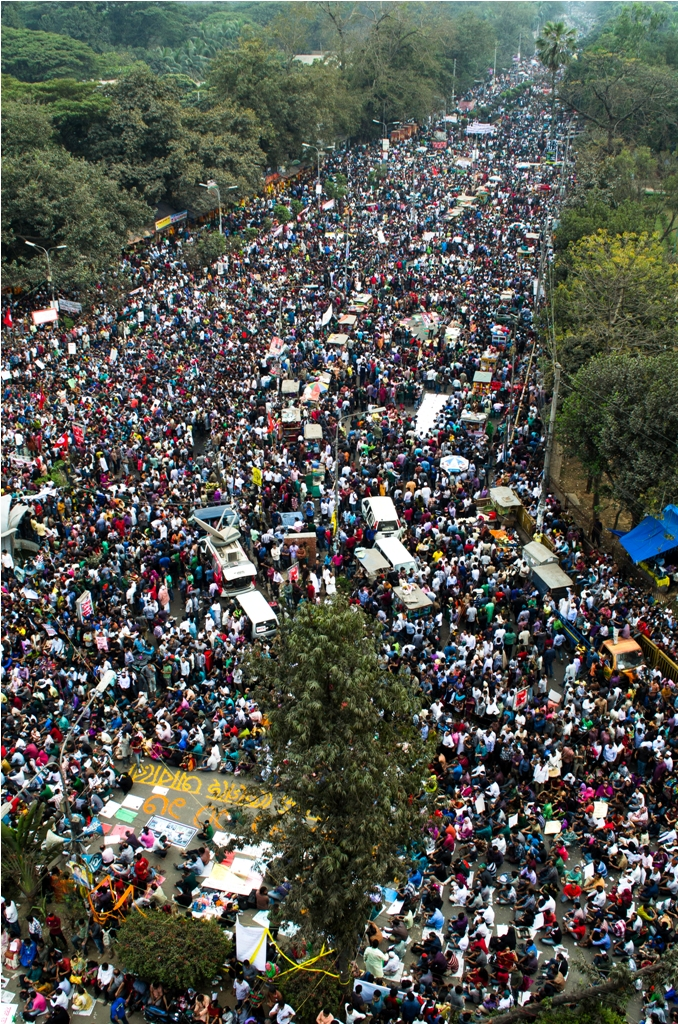
2013年Shahbag抗議要求對1971年孟加拉國解放戰爭的戰犯判處死刑

### 國家元首和政府首腦
迄今为止，被指控犯有战争罪的现任或前任国家元首和政府首脑包括：
- 二戰后繼承希特拉的德國海軍元帥和總統卡爾·鄧尼茲，日本陸軍大將和內閣總理大臣東條英機、小磯國昭。
- 塞爾維亞前總統斯洛波丹·米洛塞維奇在三個共和國被指控犯有種族滅絕罪、危害人類罪和戰爭罪。
- 俄羅斯總統普京，於2023年2月因入侵烏克蘭及轉移烏克蘭兒童被國際法例指控犯有戰爭罪[17]。
- 以色列总理本雅明·内塔尼亚胡，在以色列—哈马斯战争期间被控犯有战争罪，包括“以饥饿作为战争手段的战争罪，以及谋杀、迫害和其他不人道行为的危害人类罪”。

### 其他
- 梅津美治郎，日本陸軍將軍。
- 赫爾曼·戈林，德國空軍總司令。
- 佩特羅·巴多格里奧，意大利皇家陸軍元帥。
- 恩斯特·卡爾滕布倫納和阿道夫·艾希曼，德國黨衛軍的高階幹部。
- 埃里希·雷德爾，海軍上將，德國海軍總司令。
- ，1942－45年德國軍備和戰爭生產部長。
- 威廉·卡利（英语：William Calley），前美國陸軍軍官，因在美萊大屠殺中的角色被判犯有謀殺罪。
- 蒂卡·汗（英语：Tikka Khan），又名“孟加拉屠夫”，是一位臭名昭著的巴基斯坦陸軍將軍，因在1971年印巴戰爭期間在孟加拉國犯下的戰爭罪行而聞名。
- 阿里·哈桑·馬吉德，更為人所知的是他的綽號“化學阿里”，因在兩伊戰爭期間領導對庫爾德村莊進行毒氣襲擊而被後復興黨伊拉克處決；第一次海灣戰爭期間非法佔領的科威特總督。
- 拉特科·姆拉迪奇，在波斯尼亞戰爭期間被控犯有種族滅絕罪以及其他違反人道主義法的行為；他於2011年5月在塞爾維亞被捕，並被引渡到海牙接受審判，在那裡他被判有罪並被判處無期徒刑。
- 約瑟夫·科尼，聖主抵抗軍領袖，曾領導游擊隊在烏干達活動。
- 瓦迪姆·希希马林，因枪杀乌克兰平民成为首位因2022年俄罗斯入侵乌克兰被判刑的俄罗斯士兵。